# 대수군
대수기하학에서 대수군(代數群, 영어: algebraic group)은 대수다양체를 이루는 군이다.

## 정의
대수적으로 닫힌 체 {\displaystyle k}에 대한 대수군 {\displaystyle G\to \operatorname {Spec} k}는 군 연산
{\displaystyle (-\cdot -)\colon G\times G\to G}
{\displaystyle {}^{-1}\colon G\to G}
이 갖추어져 있고, 이들이 정규함수(regular function)인 대수다양체이다. 즉, 대수다양체의 범주에서의 군 대상이다.
대수군의 대수부분군(영어: algebraic subgroup)은 자리스키 위상에 따라 닫혀 있고, 부분군을 이루며, 대수다양체를 이루는 부분집합이다.

## 분류
선형대수군(영어: linear algebraic group)은 아핀 대수다양체를 이루는 대수군이며, 아벨 다양체는 아벨 군을 이루는 대수군이다.
슈발레 구조 정리(영어: Chevalley’s structure theorem)에 따라서, 모든 연결 대수군 {\displaystyle G}은 아벨 다양체 {\displaystyle A}의 선형대수군 {\displaystyle H}으로의 군 확대로 간주할 수 있다. 즉, 모든 대수군 {\displaystyle G}에 대하여, 다음 조건을 만족시키는 유일한 짧은 완전열이 존재한다.
{\displaystyle 1\to H\to G\to A}
여기서
- {\displaystyle H}는 {\displaystyle G}의 정규 대수부분군이다.
- {\displaystyle A}는 아벨 다양체이다.

## 예
- 모든 유한군은 자명하게 대수군을 이룬다.
- 선형대수군(영어: linear algebraic group)은 아핀 대수다양체를 이루는 대수군이다.
  - 일반선형군 {\displaystyle \operatorname {GL} (n,k)}
  - 특수선형군 {\displaystyle \operatorname {SL} (n,k)}
  - 심플렉틱 군 {\displaystyle \operatorname {Sp} (2n,k)}
  - 가역 상삼각행렬들의 군 {\displaystyle \operatorname {Upper} (n,k)}
  - 비퇴화 이차 형식 {\displaystyle q}에 대하여, 직교군 {\displaystyle \operatorname {O} (q)} 및 특수직교군 {\displaystyle \operatorname {SO} (q)}
- 아벨 다양체는 아벨 군인 대수군이다.
  - 타원 곡선은 1차원 아벨 다양체이다.

반면, 예를 들어 유니터리 군 {\displaystyle \operatorname {U} (n)}은 복소 대수군이 아니다.

## 같이 보기
- 보렐 부분군